# Livredder
En livredder er en person, der er uddannet og trænet, i at foretage personredning i kystnære havområder og lukkede badeområder (f.eks. svømmehaller, badelande og friluftsbade. I Danmark skelner man mellem bassinlivreddere og kystlivredning.
I Danmark har man indført en decideret prøve, som skal bestås for at kunne arbejde som livredder. Prøven skal bestås en gang årligt og indeholder svømning/bjergning, samt førstehjælp.